# الرود (آلاباما)
الرود (به انگلیسی: Elrod) یک منطقهٔ مسکونی در ایالات متحده آمریکا است که در شهرستان تاسکالوسا، آلاباما واقع شده‌است. الرود ۷۴٫۹۸ متر بالاتر از سطح دریا واقع شده‌است.